# Ohalo II
Ohalo II est un site préhistorique, souvent appelé simplement Ohalo, situé près du lac de Tibériade, en Israël. C'est l'un des sites archéologiques les mieux conservés des chasseurs-cueilleurs du dernier maximum glaciaire. On y a découvert de nombreux restes de fruits et de grains de céréales bien préservés, sachant que les restes intacts de plantes anciennes sont des découvertes extrêmement rares en raison de leur décomposition rapide.

## Datation
Le site a été daté par le carbone 14 à environ 23 000 ans AP, ce qui correspond au début de l'Épipaléolithique au Levant.

## Mode de subsistance
L'examen des quelque 150 000 spécimens de restes végétaux recueillis sur le site montre que l'on utilisait alors comme nourriture plus de 140 espèces de plantes faisant l'objet de cueillette et des grains de blé et d'orge sauvages broyés. On a également identifié 13 espèces de mauvaises herbes bien connues de nos jours, dont les graines étaient mélangées avec celles d'amidonnier, d'orge et d'avoine sauvages. Ces éléments démontrent l'existence, plusieurs millénaires avant le début de l'agriculture il y a environ 12 000 ans, d'une première tentative de culture à petite échelle de céréales sauvages et du développement, dans un environnement perturbé par l'homme, des premières « proto-mauvaises herbes ». 